# Copestylum apicale
Copestylum apicale är en tvåvingeart som först beskrevs av Friedrich Hermann Loew 1866.  Copestylum apicale ingår i släktet Copestylum och familjen blomflugor. Inga underarter finns listade i Catalogue of Life.